# Mel Watt

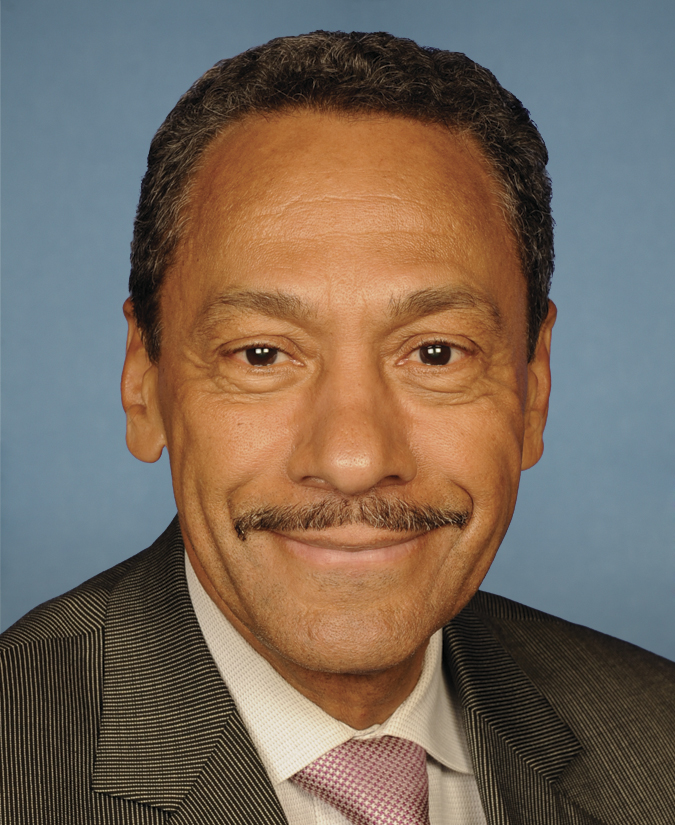
Mel Watt

Melvin Luther „Mel“ Watt (* 26. August 1945 in Steele Creek, Mecklenburg County, North Carolina) ist ein US-amerikanischer Politiker. Von 1993 bis 2014 vertrat er den Bundesstaat North Carolina im US-Repräsentantenhaus.

## Werdegang
Mel Watt besuchte bis 1963 die York Road High School in Charlotte. Danach studierte er bis 1967 an der University of North Carolina in Chapel Hill. Nach einem anschließenden Jurastudium an der Yale University und seiner im Jahr 1970 erfolgten Zulassung als Rechtsanwalt begann er in seinem neuen Beruf zu arbeiten. Gleichzeitig schlug er als Mitglied der Demokratischen Partei eine politische Laufbahn ein. Von 1985 bis 1987 saß er im Senat von North Carolina.
Bei den Kongresswahlen des Jahres 1992 wurde Watt im nach 30-jähriger Pause wieder eingerichteten zwölften Wahlbezirk von North Carolina in das US-Repräsentantenhaus in Washington, D.C. gewählt, wo er am 3. Januar 1993 seinen Sitz einnahm. Nach zehn Wiederwahlen übte er sein Mandat im Kongress bis zum 6. Januar 2014 aus. Er war zuletzt Mitglied im Finanzausschuss und im Justizausschuss. Nachdem er vom US-Senat mit 57:41 Stimmen als neuer Leiter der Bundesbehörde Federal Housing Finance Agency bestätigt worden war, legte er sein Mandat nieder, das nach der Nachwahl am 4. November 2014 an seine Parteikollegin Alma Adams fiel.
Mel Watt hat mit seiner Frau Eulada zwei Kinder. Privat lebt die Familie in Charlotte.